# Instituto de Astronomía (Hawái)
El Instituto de Astronomía (IfA, por sus siglas en inglés) es una unidad de investigación de la Universidad de Hawái, la cual es dirigida por Doug Simons. Su sede principal se encuentra en Honolulu, Hawái, contiguo a la sede de la universidad en Manoa.
El instituto emplea a más de 150 astrónomos y personal de apoyo. En él, los astrónomos realizan investigaciones sobre objetos astronómicos, estrellas, galaxias y cosmología.
La entidad se fundó en 1967 con el objetivo de ser un centro de investigación y administración de los complejos de observatorios de  Haleakala, Maui y Mauna Kea. Tiene a unos 55 profesores y emplea a más de 300 personas.
Actualmente, desarrolla y opera el Sistema de Última Alerta de Impacto Terrestre de Asteroides (ATLAS).